# Here Alone
Here Alone (bra Here Alone) é um filme estadunidense de 2016, dos gêneros drama e terror, dirigido por Rod Blackhurst, com roteiro de David Ebeltoft.
Estreou no Festival de Cinema de Tribeca 2016 e foi lançado nos cinemas em 30 de março de 2017.

## Sinopse
Algum tempo depois de uma infecção semelhante a zumbis dizimar a população mundial, Ann (Lucy Walters) luta para sobreviver na floresta. Os recursos são escassos e ela é forçada a viver da terra, pois as casas abandonadas atraem cadáveres infectados e perigosos. Durante todo o processo, Ann se apega à esperança da civilização, ouvindo um rádio que transmite uma mensagem de emergência em francês, um idioma que ela não entende, e outras lembranças de sua vida passada.
Essa vida passada inclui seu marido, Jason (Shane West), e uma filha pequena. Eles se foram, e o filme explica seu destino por meio de uma série de flashbacks.
No caminho de volta após conseguir comida em uma casa próxima, Ann se depara com um homem ferido, Chris (Adam David Thompson), e sua enteada adolescente, Olivia (Gina Piersanti). Ela os ajuda, recuperando a saúde de Chris, mas acha difícil confiar nele ou em Olivia.
Pouco tempo depois, Chris e Olivia estão prestes a partir quando uma tempestade começa; Ann permite que eles fiquem um pouco mais. O tempo passa e Chris e Ann começam um relacionamento romântico, para irritação de Olivia.
Mais tarde, é revelado que depois de sair para encontrar suprimentos para Ann e sua filha durante a noite, Jason foi atacado e morto pelos infectados, deixando Ann para proteger sua filha. Um dia, quando ela sai para procurar comida, ela mata uma mulher infectada; desconhecido para Ann, o sangue respinga em seu casaco. Ela retorna para encontrar sua filha chorando, mas ilesa. Quando Ann a consola, o sangue de seu casaco acidentalmente entra na boca de sua filha.
A filha de Ann desenvolve erupções cutâneas circulares na barriga, um sinal claro de infecção. Sem outras opções, Ann tritura um frasco de aspirina, mistura-o com a fórmula para bebês, incluindo gotas de seu próprio sangue, e dá para sua filha.
Ann decide ir para o Norte com Chris e Olivia. Para fazer isso, eles devem coletar alimentos na casa que Ann tem revistado regularmente para que possam fazer a viagem; enquanto Chris distrai os infectados reunidos no quintal, Ann e Olivia entram sorrateiramente na casa e começam a procurar comida. Enquanto Ann está distraída, Olivia a nocauteia, amarra-a, grita, pega a comida e corre de volta para o acampamento. Ann escapa, então encontra Olivia e Chris sob ataque dos infectados que Olivia atraiu com seu grito.
Apenas Olivia e Ann sobreviveram. No carro, dirigindo pela estrada, Olivia descansa a cabeça no colo de Ann; Ann grita.

## Elenco
- Lucy Walters como Ann
- Gina Piersanti como Olivia
- Shane West como Jason
- Adam David Thompson como Chris

## Recepção
Here Alone recebeu críticas mistas. De acordo com o Rotten Tomatoes, 47% dos críticos deram ao filme uma crítica positiva, baseada em 15 críticas, com uma classificação média de 5,4/10. No Metacritic, o filme recebeu uma pontuação crítica agregada de 59 em 100, com base em 4 críticos, indicando "críticas mistas ou médias".